# (4012) Geballe
(4012) Geballe (1978 VK9) – planetoida z pasa głównego asteroid okrążająca Słońce w ciągu 3,37 lat w średniej odległości 2,25 j.a. Odkryta 7 listopada 1978 roku.